# خوتیشانی
خوتیشانی (به چکی: Chotýšany) یک منطقهٔ مسکونی در جمهوری چک است که در ناحیه بنشوو واقع شده‌است. خوتیشانی ۱۳٫۹۶ کیلومتر مربع مساحت و ۴۵۷ نفر جمعیت دارد.